# Simion Cuțov
Simion Cuțov (ur. 7 maja 1952 w Smârdanul-Nou, zm. w 1993) – były rumuński bokser, wicemistrz olimpijski z 1976 i dwukrotny mistrz Europy. Brat innego rumuńskiego medalisty w boksie – Calistrata Cuțova.
Startował głównie w wadze lekkiej (do 60 kg). Zwyciężył w niej na mistrzostwach Europy juniorów w 1972 w Bukareszcie. Rok później powtórzył ten sukces na mistrzostwach Europy  seniorów w Belgradzie, wygrywając m.in. w ćwierćfinale z Wasilijem Sołominem z ZSRR, a w finale z Ryszardem Tomczykiem.
Na pierwszych mistrzostwach świata w 1974 w Hawanie zdobył srebrny medal. Wygrał trzy pojedynki (m.in. z Ryszardem Tomczykiem), a w finale uległ Wasilijowi Sołominowi. Obronił złoty medal na mistrzostwach Europy  w 1975 w Katowicach, wygrywając w półfinale po raz kolejny z Tomczykiem, a w finale z Walerijem Lwowem z ZSRR.
Zdobył srebrny medal na igrzyskach olimpijskich w 1976 w Montrealu. Wygrał cztery walki (w tym w półfinale z Sołominem), a w finale pokonał go Amerykanin Howard Davis Jr.. Później nie odnosił już wielkich sukcesów. Przegrał pierwszą walkę w wadze lekkiej na mistrzostwach Europy  w 1977 w Halle oraz w wadze lekkopółśredniej (do 63,5 kg) na mistrzostwach świata w 1978 w Belgradzie (co prawda z późniejszym wicemistrzem Mehmetem Bogujevcim z Jugosławii). Na igrzyskach olimpijskich w 1980 w Moskwie przegrał pierwszą walkę w kategorii lekkopółśredniej ze Sierikiem Konakbajewem z ZSRR, który w tych zawodach zdobył srebrny medal. 
Simion Cuțov był mistrzem Rumunii w boksie w wadze lekkiej w 1973 i w wadze lekkopółśredniej w 1978.